# Hunter Pence
Hunter Andrew Pence (Fort Worth, 13 aprile 1983) è un ex giocatore di baseball statunitense di ruolo esterno destro, due volte campione delle World Series con i San Francisco Giants della Major League Baseball (MLB).

## Carriera

### Minor League
Pence frequentò la Arlington High School di Arlington e fu selezionato nel 40º turno del draft 2002 dai Milwaukee Brewers. Optando per non firmare con la squadra si iscrisse al Texarkana College di Texarkana, dove rimase un anno, e poi si trasferì all'Università del Texas di Arlington. Da lì nel 2004 fu nuovamente selezionato, questa volta dagli Houston Astros, al 2º turno del draft MLB come 64ª scelta assoluta. Giocò nella classe A nel 2004 e 2005, nella Doppia-A nel 2006 e nella Tripla-A nel suo ultimo anno nelle minor league nel 2007.

### Major League Baseball

#### Houston Astros

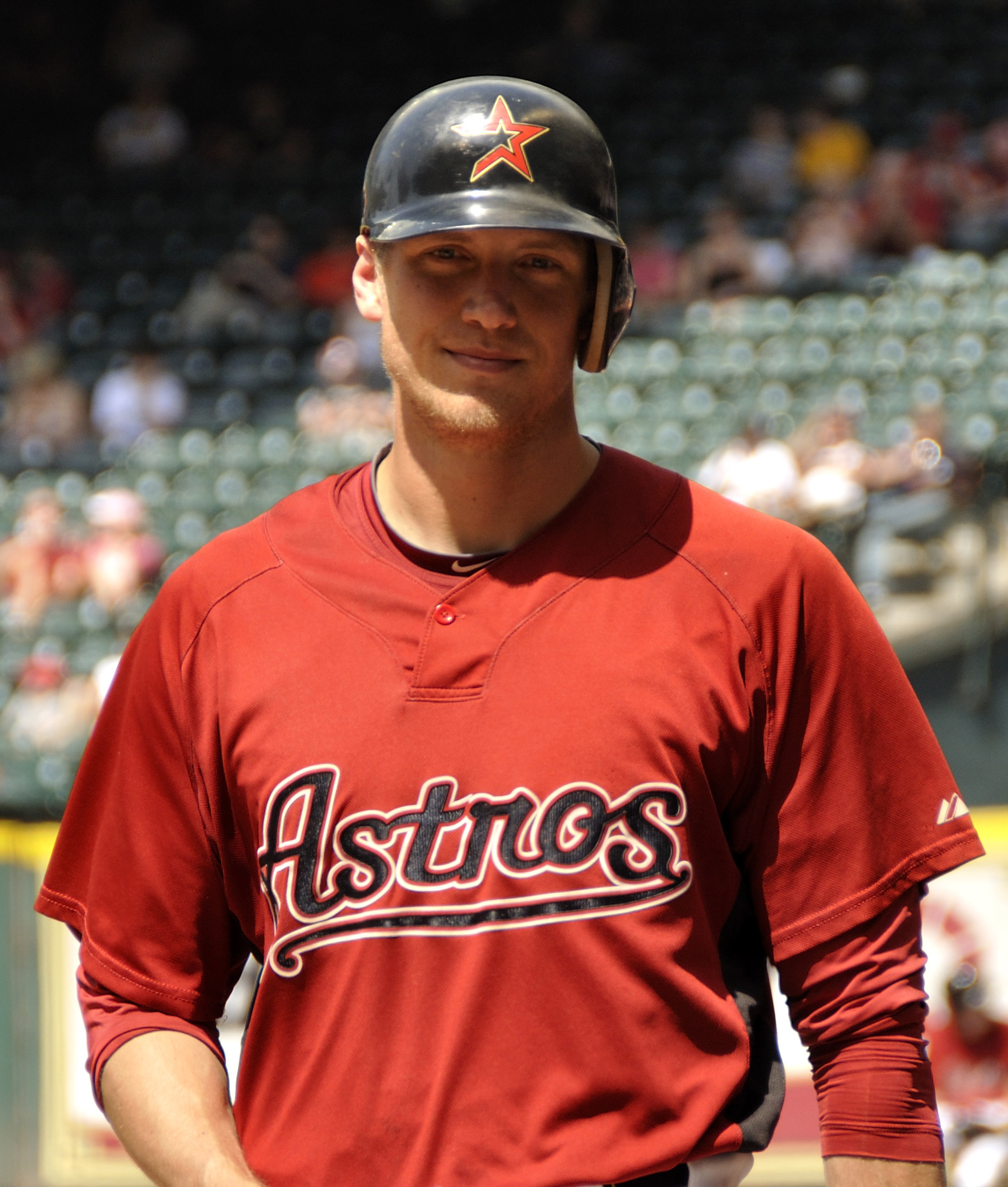
Pence con la maglia degli Astros nel 2010

Pence debuttò in MLB, come esterno centro, il 28 aprile 2007 al Minute Maid Park di Houston contro i Milwaukee Brewers, riuscendo a battere la sua prima valida e a segnare il suo primo punto. Il 5 maggio Pence segnò come suo primo fuoricampo un grande slam, contro i St. Louis Cardinals. Il 23 luglio fu inserito nella lista degli infortunati per una micro frattura al polso destro. Il 21 agosto fu inserito nuovamente fra i giocatori disponibili.
Nel 2008 dopo l'arrivo nella squadra dell'esterno centro Michael Bourn, Pence fu spostato nel ruolo di esterno destro. L'anno successivo fu convocato per l'80º All-Star Game, nella formazione della National League, senza tuttavia scendere in campo.
Nel 2011, l'ultima stagione con gli Astros, Pence fu convocato per la seconda volta all'All-Star Game. Complessivamente disputò col club 680 partite, totalizzando 377 punti battuti a casa (RBI) e 103 fuoricampo.

#### Philadelphia Phillies

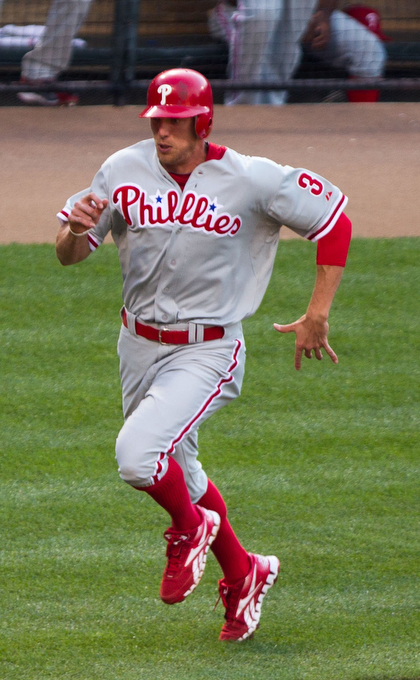
Pence l'8 giugno 2012 con i Phillies

Il 29 luglio 2011, gli Houston Astros scambiarono Pence con i Philadelphia Phillies in cambio dei quattro giocatori della minor league Jonathan Singleton, Jarred Cosart, Josh Zeid e Domingo Santana.
Nella stagione e mezza disputata con la squadra di Filadelfia totalizzò 155 presenze, 94 punti battuti a casa e 28 fuoricampo.

#### San Francisco Giants
Il 31 luglio 2012 Pence fu ceduto ai San Francisco Giants in cambio di Nate Schierholtz e dei prospetti delle minor league Tommy Joseph e Seth Rosin. A fine stagione vinse con i Giants le prime World series della sua carriera. Concluse la stagione 2012 con 59 partite giocate, una media battuta di .219, 45 punti battuti a casa e 7 fuoricampo.

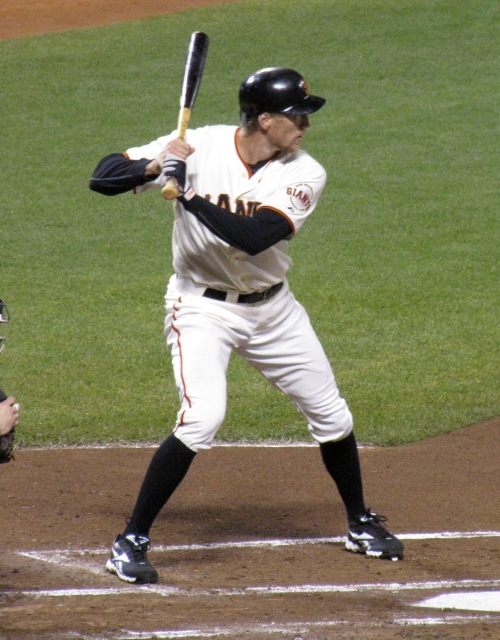
Pence con i San Francisco Giants nel 2012

Il 28 ottobre 2013 Pence firmò con i Giants, un contratto di 5 anni per 90 milioni di dollari, vincolandolo alla squadra fino alla stagione 2018. Terminò la stagione 2013 disputando tutte le 16 partite: l'ultimo giocatore dei Giants a fare ciò era stato Alvin Dark nel 1954, quando il calendario era di 154 gare. Concluse la stagione 2013 con una media battuta di .283, 99 punti battuti a casa e 27 fuoricampo.
Nel 2014, Pence fu convocato la terza volta all'All-Star Game, conquistando le World series per la seconda di carriera. Concluse la stagione regolare disputando nuovamente tutte le 162, con una media battuta di .277, 74 punti battuti a casa e 20 fuoricampo.
Il 5 marzo 2015, Pence subì una frattura dell'avambraccio sinistro dopo essere stato colpito da un lancio, durante una partita primaverile contro i Chicago Cubs. L'8 maggio venne assegnato alle minor league a scopo riabilitativo dove disputò 15 partite. L'11 giugno venne nuovamente inserito nella lista degli infortunati per una tendinite al polso sinistro. Tornò in campo con i Giants il 7 luglio, contro i New York Mets. Il 10 luglio, batté un grande slam su lancio dell'ex compagno di squadra Cole Hamels, in una partita terminata 15-2 contro i Philadelphia Phillies. Venne reinserito nella lista infortunati il 20 agosto per un nuovo infortunio che lo tenne lontano dal campo per il resto della stagione. Concluse la stagione 2015 con 52 partite giocate, una media battuta di .275, 40 punti battuti a casa e 9 fuoricampo.
Il 14 maggio 2016 Pence batté il suo 200º fuoricampo di carriera, in una partita contro gli Arizona Diamondbacks. Il 1º giugno entrò nella lista degli infortunati a causa di una tendinite al tendine del ginocchio dentro, tornando disponibile il 30 luglio. Concluse la stagione 2016 con 106 partite giocate, una media battuta di .289, 57 punti battuti a casa e 13 fuoricampo.
Nel 15 maggio 2017, Pence fu inserito nella lista infortunati per un problemi al tendine del ginocchio sinistro, tornando disponibile il 4 giugno. Concluse la stagione 2017 con 134 partite giocate, una media battuta di .260, 63 punti battuti a casa e 13 fuoricampo.

#### Texas Rangers
Pence divenne free agent al termine della stagione 2018, e il 7 febbraio 2019 firmò un contratto con i Texas Rangers. Nel corso della stagione venne riconvocato per l'All-Star Game, evento da cui mancava dal 2014.

#### Ritorno ai Giants e ritiro
Il 7 febbraio 2020, Pence firmò un contratto annuale del valore di 3 milioni con i Giants. Il 23 agosto, un mese dall'inizio della stagione regolare, Pence venne designato per la riassegnazione. Il 24 agosto venne svincolato definitivamente dalla franchigia.
Il 26 settembre 2020, Pence annunciò il suo ritiro ufficiale dal baseball professionistico.

## Vita privata
Nel 2013 a Pence fu diagnosticata la sindrome di Scheuermann, un disturbo della colonna vertebrale che si sviluppa di solito nell'adolescenza. Questa fu evidenziata durante le visite mediche effettuate prima della firma del contratto di 90 milioni di dollari con i Giants.
Il 3 dicembre 2015, Pence annunciò il suo fidanzamento con Alexis Cozombolidis. La coppia si sposò il 26 novembre 2016.
Pence è apparso nel ruolo di se stesso in un episodio della sitcom Le amiche di mamma nel 2016.

## Palmarès

### Club
- World Series: 2

San Francisco Giants: 2012, 2014

### Individuale
- MLB All-Star: 4

2009, 2011, 2014, 2019
- Giocatore del mese della NL: 1

settembre 2013
- Esordiente del mese della NL: 1

maggio 2007
- Giocatore della settimana della NL: 4

20 maggio 2007, 5 settembre 2010, 15 settembre 2013, 1º maggio 2016
- Willie Mac Award - 2013
- Darryl Kile Award - 2008